# Nokia C3
Le Nokia C3 est un smartphone de Nokia. Il a été annoncé le 13 avril 2010. Vendu au prix de 99 €, il constitue l'entrée de gamme de la Série C.
Il comporte un clavier complet QWERTY ou AZERTY (au choix à l'achat du téléphone), utile pour écrire des messages pour les réseaux sociaux.

## Caractéristiques
- Système d'exploitation : Symbian OS ( S40 )
- Mémoire : extensible par carte mémoire MicroSD limité à 8 Go
- Appareil photo numérique de 2 MégaPixels
- Wi-Fi
- DAS : 1,09 W/kg.